# Булбучени (Горж)
Булбучени (рум. Bulbuceni) насеље је у Румунији у округу Горж у општини Капрени. Oпштина се налази на надморској висини од 203 m.

## Становништво
Према подацима из 2002. године у насељу је живело 587 становника, од којих су сви румунске националности.